# 転生賢者の異世界ライフ 〜第二の職業を得て、世界最強になりました〜
『転生賢者の異世界ライフ 〜第二の職業を得て、世界最強になりました〜』（てんせいけんじゃのいせかいライフ だいにのしょくぎょうをえて、せかいさいきょうになりました）は、進行諸島による日本のライトノベル。略称は『転生賢者』。2017年10月に「小説家になろう」に初投稿された後、書籍が2018年5月12日よりGAノベル（SBクリエイティブ）から刊行されている。2025年3月時点でシリーズ累計部数は900万部を突破している。
メディアミックスとして、『マンガUP!』（スクウェア・エニックス）にて彭傑によるコミカライズ作品が連載されている。テレビアニメが2022年7月から9月まで放送された。

## あらすじ
異世界へと召喚された元ブラック企業の会社員佐野ユージは、冒険者には不向きな『魔物使い（テイマー）』であったが、魔物使いとしては規格外の才能を秘めていた。テイムしたスライムのスキルと、魔導書由来の魔法を習得して新たに獲得した職業『賢者』の力を組み合わせることで最強クラスの技を繰り出せるようになったユージは、自身の強さに無自覚なまま冒険者となり、異世界の常識を破る無双ぶりを発揮していく。

## 登場人物
声の項はテレビアニメ版の声優。

### 主人公
佐野 ユージ（さの ユージ）
声 - 小林千晃
本作の主人公。ブラック企業の元社畜。自宅に持ち帰った仕事をこなしてる最中に異世界へと召喚される。元の世界への未練は特になく、この世界で平穏無事に過ごすことを望んでいるが、根っからの社畜体質のためか常に何かしらの依頼を受けていないと落ち着かない模様。また、社畜時代の自分を基準にしてテイムしたスライムたちに仕事を命令するので、気付かずブラック雇用主のようになってしまい、スライムたちから一斉抗議を受けたこともある。
好戦的な性格ではないものの、自らに降りかかる脅威があればそれを取り除くことは吝かではなく、討伐の依頼で魔物を倒すことも躊躇しない。また、相手が人間であっても極悪人や命を狙ってくるものに対しては容赦がなく、結果的に命を奪っても特に気にする様子はない。一方で困っている人がいれば基本的には見捨てず、優しくしてくれたり助けてくれたりした人たちへの恩は可能な限り返すなど義理堅い一面もある。
自身を過小評価する傾向があり、相手の反応についてはネガティブな感想を抱くことが多い。しかし、一度パワーバランスを把握すると相応の反応を示すようになる。
異世界での職業はテイマーだったが、召喚直後に訪れた廃屋にある魔導書を読んだことで様々な魔法を覚え、気が付くと賢者の職業が追加されていた。【火球】や【放水】といった初級の魔法から【終焉の業火】や【永久凍土の呪詛】といった最上級クラスの魔法まで使いこなすことが出来る。自身の魔力量を超えて魔法を使用することも出来るが、その場合はMPがマイナスになり、それでも魔法を使用すると今度はHPが減り、頭痛を引き起こしたり気を失ったりしてしまう。

### ユージのテイムした魔物
スライム
声 - スラ（遠野ひかる）、スラパッチ（菅野真衣）、マユスラ（三川華月）、スラハッパ（久遠エリサ）、ヒゲスラ（大森日雅）、ペケスラ（花井美春）
ユージによってテイムされたスライム。彼に代わり様々なことをしており、美味しいものを好物としているが、何を食べても「美味しい」か「とても美味しい」ぐらいしか言わない程、非常に悪食だったが、次第に贅沢を覚え始めてことあるごとにお肉を要求するようになる。行く先々で他のスライム達をどんどん勧誘したり、多くの食べものを食べて分裂したりしてユージが知らないうちにとんでもない数と契約している状態となっている。合体と分離が何時でも可能なため、正確な数はユージも把握出来なくなっている。
ユージ達から離れていても通話できる魔法により、遠く離れた場所にいる相手の元に残り、必要な時に話をする事が可能。また、魔法転送によりユージの魔法を撃ち出す移動砲台のような役割を担うこともあり、スライム収納により大量の荷物を飲み込んで運ぶ事も出来る。
物理耐性がとても高く、ユージと感覚を共有する魔法により、偵察から攻撃まで幅広く対応している。
レッドスライム
声 - 綾瀬有
火山に生息しているスライム。
プラウド・ウルフ
声 - 高木渉
ユージによってテイムされた狼型の魔獣。その名前と見た目は非常に強そうだが、実際はとんでもなく臆病であり、戦いが始まると真っ先に逃げ出す事が多い。主にユージ達を乗せて運ぶ足として活躍している。同じく移動手段として使うことが出来るスラバードやエンシェント・ライノがテイムされた時にはクビにされると思って大きく落ち込むほどメンタルも弱い。自ら戦闘を挑む事は無いが、呪いを受けてとても好戦的になった際、魔法強化をしていない状態でもかなりの強さを見せた。
スラバード
スライムと共存関係に当たる鳥の魔物。ユージがテイム出来ないかやってみて失敗して殺したコカトリスに捕らわれ食われそうになったところをユージに助けられ、そのまま彼にテイムされる。主にスライムを空から運ぶ役目をしている。スライム同様に食欲が旺盛で元気。
エンシェント・ライノ
古代の巨大なサイの魔物。パワーと耐久力にとても優れている。武人のような性格でユージの命令を愚直にこなす。ユージ曰く、体育会系の社畜。ユージと初めて対面した時には様々な呪いを受けていたため、視界も覚束無い瀕死状態であったが、ユージの解呪の魔法を受けてほぼ昔の力を回復し、感謝の気持ちからユージのテイムを承諾した。能力・スキルには不明な部分も多く、外殻に重機の排気口のようなメカニカルな部位を有する。
レイス
「研究所」にて実験体か生贄にされた少女の幽霊の魔物。実体が無い為、直接触れたりすることは出来ず、触れた場所は火傷の様な傷を負うが、魔法に対しては極度に弱く、通常のレイスはユージが垂れ流している魔力によって巻き起こっている暴風で霧散、消滅してしまう。出会った当初はユージのことを「人の姿をした悪魔」と呼んでいるが、自身の復讐の為に「研究所」の破壊を頼んだ。「研究所」の破壊とそこにいた「研究員」全員が死んだことにより、恨みは晴れたが成仏する訳でも無く、テイムされた状態のまま、森の中で静かに暮らすことになった。

### ユージの関係者
ドライアド
声 - 和氣あず未
森に住んでいる精霊。森に呪われていた石を置かれて弱っていたところをユージによって救われた。ドライアの花を生やしたり、ドラゴンを倒した場所から生える特殊なキノコを使って魔力回復薬などの特殊なポーションを作ることが得意。植物から植物へと自由に移動することができ、それが小さい植木鉢の植物でも移動可能で、どこまで遠く離れた場所からでもユージの元へ行くことが可能である。
当初は人間ということでユージを怖がっていたが、弱っていたところに魔力を分け与えて貰ったことで態度が軟化し、以降はユージへの協力を惜しまなくなる。
バオルザード
「救済の蒼月」に捕まっていた大きい竜。万物浄化装置の供給源にされていたがユージに助けられた。厄災の竜の歴史を知る数少ない魔物で「赤き先触れの竜」の戦いにてユージと協力した。ユージに賢者についての知識を多く授ける。
シュタイル司祭
声 - 上別府仁資
高名な司祭で、神のお告げに従ってユージに助言を与えてくれる人物。ユージがデライトの青いドラゴンと戦った時にはキーアイテムとなったケシスの短剣を授けた。バオルザードとも知り合いで、かつては『蒼月の教会』を名乗る傭兵団の団長で荒くれ者だった。神の教会を解散しろというお告げを無視した結果、多くの仲間が殺された上に『蒼月の教会』が乗っ取られてしまい、それ以降は神のお告げには必ず従うことにしている。なお、『蒼月の教会』は乗っ取られた後に『救済の蒼月』と名乗り始め、シュタイルはそこの暗殺対象者のリストに載っているため、常に命を狙われている状態にある。

### ファスタンの人々
ゲイル
声 - 星野貴紀
体躯のいい厳つい顔の大男で剣士をやっている。見た目によらず好人物で、初めて街を訪れたユージを心配し、色々とアドバイスする。
リリー
声 - 久保ユリカ
ファスタンの冒険者ギルドの受付嬢。ユージの登録試験の申込みを受け付けた。ユージが申込書に記載した職業と魔法の属性を見て困惑し、訂正を勧める。
レジン
声 - 柳田淳一
冒険者ギルドの試験官。魔力検査及び戦闘試験にてユージの規格外の魔力を見て驚愕の表情を見せた。剣術に優れているものの剣術の試験の際にユージの『超級戦闘術』のスキルの前に敗れる。ユージが只者ではないことを本人に伝えた。
イース
冒険者ギルドの元最精鋭の隠密。森の中で彼を見つけられる者はこの国で10人もいないほどの凄腕。見張りの難しさを試験者に伝えるために忍び込んでいたが、スライムに見つかり、そのままユージにスキルで捕縛される。自身を捕まえたことでユージを高く評価した。
アジエス
声 - 蓮岳大
ファスタンの冒険者ギルドの支部長。ユージに呪いの魔石や救済の蒼月についての情報を教える。

### キリアの人々
ティナ
声 - 鎌倉有那
Eランク弓使いの冒険者で黒髪サイドテールの女性。ギルドの依頼でユージとパーティを組むことになった。ロディスよりランクは低いがリーダー格としてパーティを仕切っている。慎重且つ見極めが早く、実力者やランクの高い魔物相手には無謀に仕掛けることをしない。
リーサ
声 - 小市眞琴
Eランク槍使いの冒険者で金髪ショートボブの女性。ギルドの依頼でユージとパーティを組むことになった。語尾を伸ばすような喋りが特徴的。
ロディス
声 - 前田弘喜
Dランク短剣使いの冒険者で黒い長髪の男性。ギルドの依頼でユージとパーティを組むことになった。実力は高いが評判は悪く、人物的な問題からリーダーではない。実は盗賊であり、パーティを裏切ってユージたちを奴隷商に売ろうとしていた。
ゲリオス
声 - 宮本誉之
キリアでは有名な盗賊で強盗殺人の常習犯。凄く強く、誰も捕まえられなかったが故に250万チコルもの懸賞金が掛けられている。ゲリオス盗賊団を率いている。
エイジ
ゲリオス盗賊団の一味。
ジリオン
ゲリオス盗賊団の一味。
ライアルド
声 - 濱野大輝
キリアのギルドの支部長で隻眼の男。謎のドラゴン対策の指揮を取る。ユージの実力を即座に認め、信頼を置いている。クルジアのイビルドミナス島へと渡る移動ギルドに兄がいる。

### リクアルドの人々
料理長
虎火亭の料理長をやっている男。ユージがこの世界に来て一番美味いと評した料理を作った。アンギスキャトルのリシス草煮込みが自慢の料理となっている。料理用の薪に拘りを見せる。
ウドカ
声 - 小林親弘
冒険者ギルドの臨時薪割り指導員。ユージに適正な薪の割り方などを教えた。
ザイス
町の住人。室内で薪を燃やしすぎたせいで起きた一酸化炭素中毒で家族共々生死の境をさまよっていたところをユージに助けられる。そのため、ユージに強い恩義を感じている。

### ボギニアの人々
ガイゲル
声 - 辻親八
鍛冶師。

## 既刊一覧

### 小説
- 進行諸島（著）・風花風花（イラスト） 『転生賢者の異世界ライフ 〜第二の職業を得て、世界最強になりました〜』 SBクリエイティブ〈GAノベル〉、既刊17巻（2025年3月15日現在）
  1. 2018年5月31日初版第一刷発行（2018年5月15日発売[14]）、ISBN 978-4-79739-695-9
  2. 2018年10月31日初版第一刷発行（2018年10月15日発売[15]）、ISBN 978-4-79739-817-5
  3. 2019年5月31日初版第一刷発行（2019年5月15日発売[16]）、ISBN 978-4-8156-0245-1
  4. 2019年11月30日初版第一刷発行（2019年11月14日発売[17]）、ISBN 978-4-8156-0422-6
  5. 2020年3月31日初版第一刷発行（2020年3月13日発売[18]）、ISBN 978-4-8156-0542-1
  6. 2020年8月31日初版第一刷発行（2020年8月6日発売[19]）、ISBN 978-4-8156-0731-9
  7. 2020年11月30日初版第一刷発行（2020年11月12日発売[20]）、ISBN 978-4-8156-0833-0
  8. 2021年3月31日初版第一刷発行（2021年3月12日発売[21]）、ISBN 978-4-8156-0969-6
  9. 2021年6月30日初版第一刷発行（2021年6月12日発売[22]）、ISBN 978-4-8156-1139-2
  10. 2021年11月30日初版第一刷発行（2021年11月12日発売[23]）、ISBN 978-4-8156-1258-0
  11. 2022年7月31日初版第一刷発行（2022年7月14日発売[24]）、ISBN 978-4-8156-1659-5
  12. 2022年9月30日初版第一刷発行（2022年9月14日発売[25]）、ISBN 978-4-8156-1660-1
  13. 2023年3月31日初版第一刷発行（2023年3月15日発売[26]）、ISBN 978-4-8156-2008-0
  14. 2023年8月31日初版第一刷発行（2023年8月10日発売[27]）、ISBN 978-4-8156-2118-6
  15. 2023年12月31日初版第一刷発行（2023年12月15日発売[28]）、ISBN 978-4-8156-2119-3
  16. 2024年9月30日初版第一刷発行（2024年9月14日発売[29]）、ISBN 978-4-8156-2548-1
  17. 2025年3月31日初版第一刷発行（2025年3月15日発売[30]）、ISBN 978-4-8156-2908-3

### 漫画
- 進行諸島（原作）・風花風花（キャラクター原案）・彭傑（作画） 『転生賢者の異世界ライフ 〜第二の職業を得て、世界最強になりました〜』 スクウェア・エニックス〈ガンガンコミックスUP!〉、既刊28巻（2025年5月12日現在）
  1. 2018年9月13日初版発行（同日発売[31]）、ISBN 978-4-7575-5841-0
  2. 2018年12月13日初版発行（同日発売[32]）、ISBN 978-4-7575-5940-0
  3. 2019年4月12日初版発行（同日発売[33]）、ISBN 978-4-7575-6040-6
  4. 2019年6月12日初版発行（同日発売[34]）、ISBN 978-4-7575-6158-8
  5. 2019年9月12日初版発行（同日発売[35]）、ISBN 978-4-7575-6295-0
  6. 2019年12月12日初版発行（同日発売[36]）、ISBN 978-4-7575-6422-0
  7. 2020年3月12日初版発行（同日発売[37]）、ISBN 978-4-7575-6559-3
  8. 2020年5月12日初版発行（同日発売[38]）、ISBN 978-4-7575-6639-2
  9. 2020年8月7日初版発行（同日発売[39]）、ISBN 978-4-7575-6788-7
  10. 2020年11月7日初版発行（同日発売[40]）、ISBN 978-4-7575-6924-9
  11. 2021年2月5日初版発行（同日発売[41]）、ISBN 978-4-7575-7066-5
  12. 2021年5月7日初版発行（同日発売[42]）、ISBN 978-4-7575-7234-8
  13. 2021年8月11日初版発行（同日発売[43]）、ISBN 978-4-7575-7415-1
  14. 2021年11月11日初版発行（同日発売[44]）、ISBN 978-4-7575-7573-8
  15. 2022年2月12日初版発行（同日発売[45]）、ISBN 978-4-7575-7742-8
  16. 2022年5月12日初版発行（同日発売[46]）、ISBN 978-4-7575-7926-2
  17. 2022年8月10日初版発行（同日発売[47]）、ISBN 978-4-7575-8082-4
  18. 2022年11月11日初版発行（同日発売[48]）、ISBN 978-4-7575-8261-3
  19. 2023年2月10日発売[49]、ISBN 978-4-7575-8411-2
  20. 2023年5月11日発売[50]、ISBN 978-4-7575-8577-5
  21. 2023年8月10日発売[51]、ISBN 978-4-7575-8731-1
  22. 2023年11月10日発売[52]、ISBN 978-4-7575-8904-9
  23. 2024年2月9日発売[53]、ISBN 978-4-7575-9056-4
  24. 2024年5月11日発売[54]、ISBN 978-4-7575-9194-3
  25. 2024年8月9日発売[55]、ISBN 978-4-7575-9367-1
  26. 2024年11月12日発売[56]、ISBN 978-4-7575-9518-7
  27. 2025年2月12日発売[57]、ISBN 978-4-7575-9681-8
  28. 2025年5月12日発売[58]、ISBN 978-4-7575-9855-3

## テレビアニメ
2021年1月に開催されたオンラインイベント「GA FES 2021 〜GA 15th Anniversary〜」にてテレビアニメ化が発表され、2022年7月から9月までAT-Xほかにて放送された。
プロモーションの一環として、スライムの声を担当する声優6名によるユニット「スラちゃんず△」が結成され、各種SNSで広報活動を行う。

### スタッフ
- 原作 - 進行諸島[12]
- キャラクター原案 - 風花風花[12]
- 監督・キャラクター・モンスターデザイン - 小嶋慶祐[12]
- 助監督 - 鈴木清崇[12]
- シリーズ構成 - 福島直浩[12]
- キャラクターデザイン - 埼玉憲人
- プロップデザイン - 柏淳志
- 文字・魔法陣デザイン - 彭婕妤、大谷拓郎
- 総作画監督 - 後藤圭佑[12]
- 色彩設計 - 竹澤聡[12]
- 美術監督 - 平良亜以子[12]
- 美術設定 - daible、村田裕斗、スタジオなや
- 撮影監督 - 小林俊介[12]
- 編集 - 増永純一
- 音響監督 - 田中亮[12]
- 音響効果 - 和田俊也
- 音楽 - 吟[12]
- 音楽プロデューサー - 大塚涼大
- 音楽制作 - ポニーキャニオン[12]
- プロデューサー - 松岡貴徳、秋田規行、成田明浩、藤村智子、加瀨直人、大森慎司、丸山創、外川明宏
- アニメーションプロデューサー - 江波和樹
- アニメーション制作 - REVOROOT[12]
- 製作 - 転生賢者の製作委員会

### 主題歌
「無自覚の天才」
Non Stop Rabbitによるオープニングテーマ。作詞・作曲は田口達也。編曲は鈴木Daichi秀行。
「ごはんだヨッ！ダダダダン!!」
スラちゃんず△（遠野ひかる、菅野真衣、三川華月、久遠エリサ、大森日雅、花井美春）によるエンディングテーマ。作詞・作曲・編曲はYugo Ichikawa。

### 各話リスト
| 話数   | サブタイトル                   | 脚本     | 絵コンテ                 | 演出              | 作画監督 | 総作画監督 | 初放送日      |
| ------ | ------------------------------ | -------- | ------------------------ | ----------------- | --- | ---------- | ------------- |
| 第1話  | 街を守りたくなった             | 福島直浩 | 小嶋慶祐                 | 小嶋慶祐          | 大島由葵 後藤圭佑 | -          | 2022年 7月4日 |
| 第2話  | パーティーを組んでみた         | 福島直浩 | 小嶋慶祐                 | 後藤康徳          | 陈晓兰 | 後藤圭佑   | 2022年 7月4日 |
| 第3話  | 強すぎるって意味だった         | 安永豊   | 鈴木清崇                 | 白石道太          | 八田典子 | 後藤圭佑   | 7月11日       |
| 第4話  | いろいろ異常事態だった         | 安永豊   | 小嶋慶祐                 | 鈴木清崇 柏淳志   | 埼玉憲人 小嶋慶祐 大嶋由葵 吉田智裕                                                                                                 | -          | 7月18日       |
| 第5話  | 寒くて大変みたいだった         | 福島直浩 | 石倉賢一                 | 粂田佳之 今泉竜太 | 上赤由香里 紫灯珈 川本和孝 服部未夢 鈴木莉乃 矢田起也 野村美織 佐藤なつみ 早川元基 中川実 清水椋大 今泉竜太 山本道隆 Revival        | 埼玉憲人   | 7月25日       |
| 第6話  | 怪しい村に潜り込んだ           | 福島直浩 | 鈴木清崇 大嶋由葵 柏淳志 | 根楠陽貴          | 古池ゆかり 信実節子 上野泰寛 | 埼玉憲人   | 8月1日        |
| 第7話  | 暗殺者に狙われていた           | 安永豊   | げそいくお               | 後藤康徳          | 李望斌 | 後藤圭佑   | 8月8日        |
| 第8話  | 魔物防具を作ってもらった       | 福島直浩 | げそいくお               | 黄彦勝            | 八田典子 | 小嶋慶祐   | 8月15日       |
| 第9話  | ファイアドラゴンと戦った       | 安永豊   | 石倉賢一                 | 鈴木清崇          | 大島由葵 後藤圭佑 浅尾遥 | -          | 8月22日       |
| 第10話 | それどころじゃないみたいだった | 福島直浩 | 鈴木清崇                 | 粂田佳之 今泉竜太 | 上赤由香里 紫灯珈 川本和孝 服部未夢 鈴木莉乃 矢田起也 佐藤なつみ 清水椋大 中川実 粂田佳之 今泉竜太 遠藤里蘭 秦相子 西原千晶 Revival | 埼玉憲人   | 8月29日       |
| 第11話 | お告げの通りになった           | 安永豊   | 小嶋慶祐                 | 小嶋慶祐          | 埼玉憲人 小嶋慶祐 | -          | 9月5日        |
| 第12話 | 転生賢者の異世界ライフ         | 福島直浩 | 小嶋慶祐 鈴木清崇        | 後藤康徳 鈴木清崇 | 後藤圭佑 大島由葵 本多恵美 | -          | 9月12日       |

### 放送局
| 放送期間               | 放送時間                     | 放送局   | 対象地域 | 備考                                        |
| ---------------------- | ---------------------------- | -------- | -------- | ------------------------------------------- |
| 2022年7月4日 - 9月12日 | 月曜 20:00 - 20:30           | AT-X     | 日本全域 | CS放送 / 字幕放送 / リピート放送あり        |
| 2022年7月5日 - 9月13日 | 火曜 0:00 - 0:30（月曜深夜） | TOKYO MX | 東京都   |                                             |
| 2022年7月6日 - 9月14日 | 水曜 0:30 - 1:00（火曜深夜） | BS日テレ | 日本全域 | 製作参加 / BS放送 / 『アニメにむちゅ〜』枠  |
|                        |                              | BSフジ   | 日本全域 | 製作参加 / BS/BS4K放送 / 『アニメギルド』枠 |
| 初回は2話連続放送。    |                              |          |          |                                             |

インターネットではABEMAにて2022年7月5日より毎週火曜0時（月曜深夜）より配信され、その他のサイトでは同年7月9日0時より順次配信開始。

### BD
| 巻 | 発売日         | 収録話          | 規格品番   |
| -- | -------------- | --------------- | ---------- |
| 1  | 2022年9月21日  | 第1話 - 第3話   | PCXP-50921 |
| 2  | 2022年10月19日 | 第4話 - 第6話   | PCXP-50922 |
| 3  | 2022年11月16日 | 第7話 - 第9話   | PCXP-50923 |
| 4  | 2022年12月21日 | 第10話 - 第12話 | PCXP-50924 |

## ゲーム
テレビアニメの放送より先行して、2022年6月20日よりCTWによってG123をプラットフォームとしてブラウザゲーム『転生賢者の異世界ライフ〜ゲームでも、世界最強になりました〜』が配信された。ジャンルはMMORPGで、略称は「ゲムつよ」。